# Valeur liquidative
La valeur liquidative d'un OPCVM (organisme de placement collectif en valeurs mobilières) est la division de la valeur de l'actif net de l'OPCVM par son nombre de parts (pour un fonds commun de placement) ou d'actions (pour une SICAV (société d'investissement à capital variable)).
La valeur liquidative est calculée par un organisme de valorisation selon une périodicité définie par le prospectus du fonds. Cette périodicité devient quotidienne dès que l'actif du fonds dépasse 80 millions d'euros.
La valeur liquidative est également diffusée auprès de l'AMF (Autorité des marchés financiers) et d'organismes de presse (Fininfo, Reuters, La Cote Bleue, etc.)
La société de gestion définie par le prospectus est responsable de la valeur liquidative diffusée.